# Hydroxyde de potassium
Pour les articles homonymes, voir potasse et KOH (homonymie).
L'hydroxyde de potassium, dénommé de façon usuelle la potasse caustique au laboratoire, est un corps composé minéral de formule brute KOH. Ce composé chimique caustique, à la fois corrosif et fortement basique est, à température et pression ambiante, un solide blanc dur et solide, mais très hygroscopique et déliquescent à l'air humide.
Il fond sans se décomposer avant 400 °C. Du point toxicologique, cet alcali caustique, très soluble dans l'eau et dans l'alcool, connu de toute antiquité, est corrosif.

## Fabrication
L'hydroxyde de potassium est obtenu par électrolyse des solutions aqueuse de chlorure de potassium KCl. Cette opération produit également du chlore et de l'hydrogène.
Autrefois, la potasse caustique était obtenue, comme son nom l'indique, par une réaction de caustication, c'est-à-dire une décomposition par la chaux ou un lait de chaux du carbonate de potassium ou potasse, grâce à un chauffage vigoureux en pot de céramique ou métallique, récipient à l'origine du terme néerlandais potasch ou cendre de pot.
K2CO3 + CaO + H2O → 2 KOH + CaCO3
Cette potasse à la chaux servait à la fabrication de pierre à cautères. Par dissolution dans l'alcool puis évaporation dans une capsule d'argent, on obtenait une potasse caustique purifiée, dite potasse à l'alcool.
Déjà à la Belle Époque, la potasse caustique était obtenue par électrolyse de lessive de KCl. La production mondiale, très inférieure à celle de la soude caustique NaOH, n'atteint pas le million de tonnes dans les années 1990, oscillant autour du demi-million.

## Propriétés physico-chimiques

### Solubilité
L'hydroxyde de potassium est très soluble dans l'alcool éthylique, mais insoluble dans l'éther.
Le cation K+ est moins soluble dans l'eau que le cation Na+. De plus, il se complexe plus facilement, et peut être retenu plus facilement par des composés, comme les argiles.

#### Dissolution dans l'eau: chimie aqueuse
L'hydroxyde de potassium se dissocie totalement dans l'eau pour former une solution aqueuse d'hydroxyde de potassium K+ + OH−. La solubilité reste inférieure à celle de l'hydroxyde de sodium. À 15 °C, elle ne correspond qu'à 107 g/100 g d'eau. Elle croît assez peu avec la température : 178 g/100 g d'eau à 100 °C.

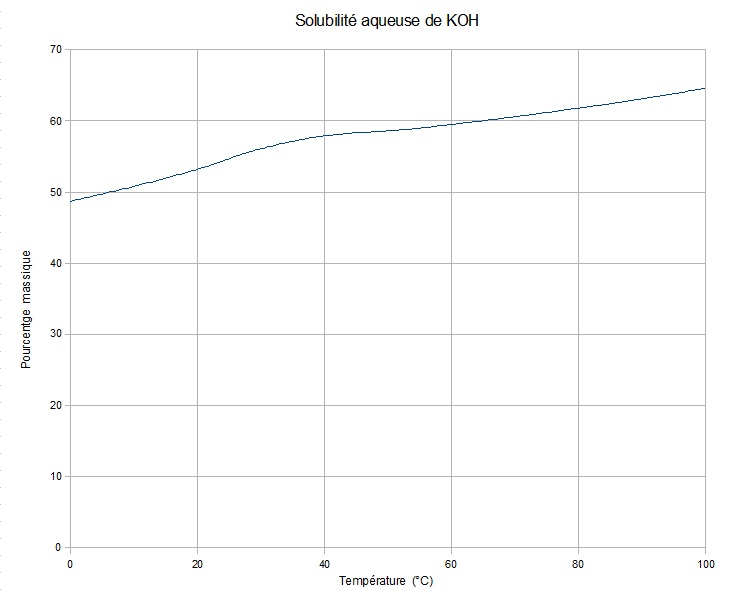
Graphe de la solubilité aqueuse de KOH.

La solution KOHaqueux est bonne conductrice du courant. La conductivité de l'ion K+ est en effet meilleure que Na+. L'électrolyse alcaline de l'eau utilise donc une solution de KOHaqueux, avec des électrode en acier ou nickel. L'hydrogène est produit à la cathode, l'oxygène à l'anode. Les gaz dégagés sont purs, mais le coût électrique peut être dissuasif.
En solution à 25-40 %, il est utilisé comme électrolyte dans la plupart des piles alcalines.
En solution à 10 %, il est utilisé comme traitement des Molluscum Contagiosum par application cutanée.

### Composés avec l'eau
Il existe deux composés à température ordinaire avec l'eau : le dihydrate KOH 2 H2O et le sesquihydrate 3 KOH 2 H2O d'hydroxyde de potassium. Le second n'est pas au-delà de 33 °C et se transforme en monohydrate KOH H2O à 50 °C. Le premier de masse molaire 92,14 g/mol est soluble dans l'eau dans les proportions suivantes pour 100 g d'eau : 103 g à 0 °C et 10 °C, 112 g à 20 °C, 138 g à 40 °C, 178 à 100 °C.

## Utilisations
L'hydroxyde de potassium est employé dans l'industrie des engrais, dans l'industrie chimique (par exemple pour l'électrolyse alcaline de l'eau), dans la fabrication du savon liquide ou autrefois en savonneries traditionnelles, dans l'industrie de l'eau comme adoucisseur...
Il est présent dans les produits lessives, utilisé dans le blanchiment, dans le nettoyage des peintures, dans l'industrie du caoutchouc de synthèse, dans les installations pétrolières pour l'enlèvement du soufre mais aussi en pharmacie et médecine...
KOH est un agent séchant pour gaz, à la fois basique et rapide, mais de faible capacité. Il est aussi employé, parfois en association avec NaOH, comme agent séchant pour solvant et solution : le séchage est énergique et rapide, la capacité est bonne. L'hydroxyde de potassium est surtout utilisé pour sécher les amines.
Au laboratoire, la potasse caustique peut être utilisée pour absorber le gaz carbonique et attaquer les acides, en particulier les silicates et les verres.
À en croire le roman de Jules Verne Autour de la Lune (chapitre 3), la potasse caustique dans des récipients posés sur le sol dans un local fermé, agitée pendant un certain temps, serait d'ailleurs efficace pour absorber le gaz carbonique (nommé ici « acide carbonique ») qui se concentre au plus près du sol et menace ainsi d'abord la survie des êtres vivants de la plus petite taille, et permettrait donc de purifier l'air intérieur d'une cabine spatiale.
Il peut être aussi utilisé en microbiologie pour déterminer le type Gram d'une bactérie.
L'hydroxyde de potassium en solution concentrée à 10 % est également utilisé dans le traitement des lésions liées à l'infection au Poxvirus Molluscum Contagiosum. Son caractère basique entraîne l'inflammation sur la lésion caractéristiques en 4 à 6 jours, suivi de sa disparition en 2 à 5 semaines en moyenne.

## Effets sur la santé
L'hydroxyde de potassium est corrosif et sa préparation dégage des vapeurs toxiques de potassium. La dissolution d'hydroxyde de potassium dans l'eau est très exothermique, ce qui rend les éclaboussures dangereuses. La potasse caustique est irritante et corrosive pour la peau, les yeux, les voies respiratoires et digestives. Elle doit être manipulée avec des gants, des lunettes de protection et une protection des voies respiratoires. En cas de contact avec la peau ou les yeux, rincez abondamment (15 à 20 minutes) avec de l'eau et consultez un médecin.

## Composés apparentés alcalins ou alcalino-terreux
- Chaux
- Lithine
- Soude caustique